# یواس‌اس الیکایی (دی‌دی-۵۶۸)
یواس‌اس الیکایی (دی‌دی-۵۶۸) (به انگلیسی: USS Wren (DD-568)) یک کشتی بود که طول آن ۱۱۴٫۷ متر (۳۷۶ فوت) بود. این کشتی در سال ۱۹۴۴ ساخته شد.